# Sex, Pies and Idiot Scrapes
Sex, Pies and Idiot Scrapes é o primeiro episódio da vigésima temporada da série The Simpsons, que primeiramente foi lançada dia 28 de Setembro, 2008. Após ser acusado de ter se envolvido em uma briga, Homer conhece o caçador de recompensas Jim Sortudo e Lobo o Caçador de Recompensas, que convence Homer a ser um caçador. Em uma virada de mesa aos eventos, ele se torna parceiro de Ned Flanders. Enquanto isso, Marge sem saber começa a trabalhar em uma padaria erótica. Julia Louis-Dreyfus retorna como a namorada de Snake, Gloria pela terceira vez.

## No Brasil
Robert Forster dubla a voz de Jim e Joe Mantegna retorna como Fat Tony neste episódio. O episódio foi assistido por 9.3 milhões de espectadores na noite em que foi lançado.